# Ammoniumpersulfat
Ammoniumpersulfat (APS) är ett salt av ammonium och persulfat-joner och har formeln (NH4)2S2O8. Det är ett färglöst (vitt) salt som är mycket lösligt i vatten, mycket mer än det relaterade kaliumsaltet.

## Egenskaper
På grund av sitt höga innehåll av syre är ammoniumpersulfat ett starkt oxidations- och blekmedel. Den mittersta syrebindningen är relativt svag vilket gör att den lätt bildar fria radikaler. Upplösningen av saltet i vatten är en endoterm process.

## Framställning
Ammoniumpersulfat framställs genom elektrolys av en kall koncentrerad lösning av antingen ammoniumsulfat eller ammoniumbisulfat i svavelsyra vid hög strömtäthet. Metoden beskrevs först av Hugh Marshall.

## Användning
Som oxidationsmedel och en källa till radikaler hittar APS många kommersiella applikationer.
Salter av sulfat används huvudsakligen som radikala initiativtagare vid polymerisation av vissa alkener. Kommersiellt viktiga polymerer framställda med användning av persulfater innefattar styren-butadiengummi och polytetrafluoretylen. Som lösning dissocierar dianionen för att ge radikaler:
[O3SO–OSO3]2− ⇌ 2 [SO4]•−
Sulfatradikalen lägger till alkenen för att ge en sulfatesterradikal. Det används också tillsammans med tetrametyletylendiamin för att katalysera polymerisationen av akrylamid vid framställning av en polyakrylamidgel, vilket är viktigt för SDS-PAGE och western blot. 
Illustrativt för dess kraftfulla oxiderande egenskaper, används det för att etsa koppar på kretskort som ett alternativ till järnkloridlösning. Denna förmåga upptäcktes för många år sedan. År 1908 använde John William Turrentine en utspädd ammoniumpersulfatlösning för att etsa koppar. Turrentin vägde kopparspiraler innan kopparspiralerna placerades i ammoniumpersulfatlösningen i en timme. Efter en timme vägdes spiralerna igen och mängden koppar upplöst av ammoniumpersulfat registrerades. Detta experiment utvidgades till andra metaller som nickel, kadmium och järn, som alla gav liknande resultat. Oxidationsekvationen är således: 
S2O82−(aq) + 2 e− → 2 SO42− (aq).
Ammoniumpersulfat är en standardingrediens i hårblekmedel.
Persulfater används som oxidanter i organisk kemi. Till exempel i Minisci-reaktionen.

## Säkerhet
Luftburet damm som innehåller ammoniumpersulfat kan vid kontakt vara irriterande för öga, näsa, hals, lunga och hud. Exponering för höga dammnivåer kan orsaka andningssvårigheter.
Det har noterats att persulfatsalter är en viktig orsak till astmatiska effekter. Dessutom har det antagits att exponering för ammoniumpersulfat kan orsaka astmatiska effekter hos frisörer och receptionister som arbetar inom frisörbranschen. Dessa astmatiska effekter antas orsakas av oxidation av cysteinrester, liksom metioninrester.